# Vört

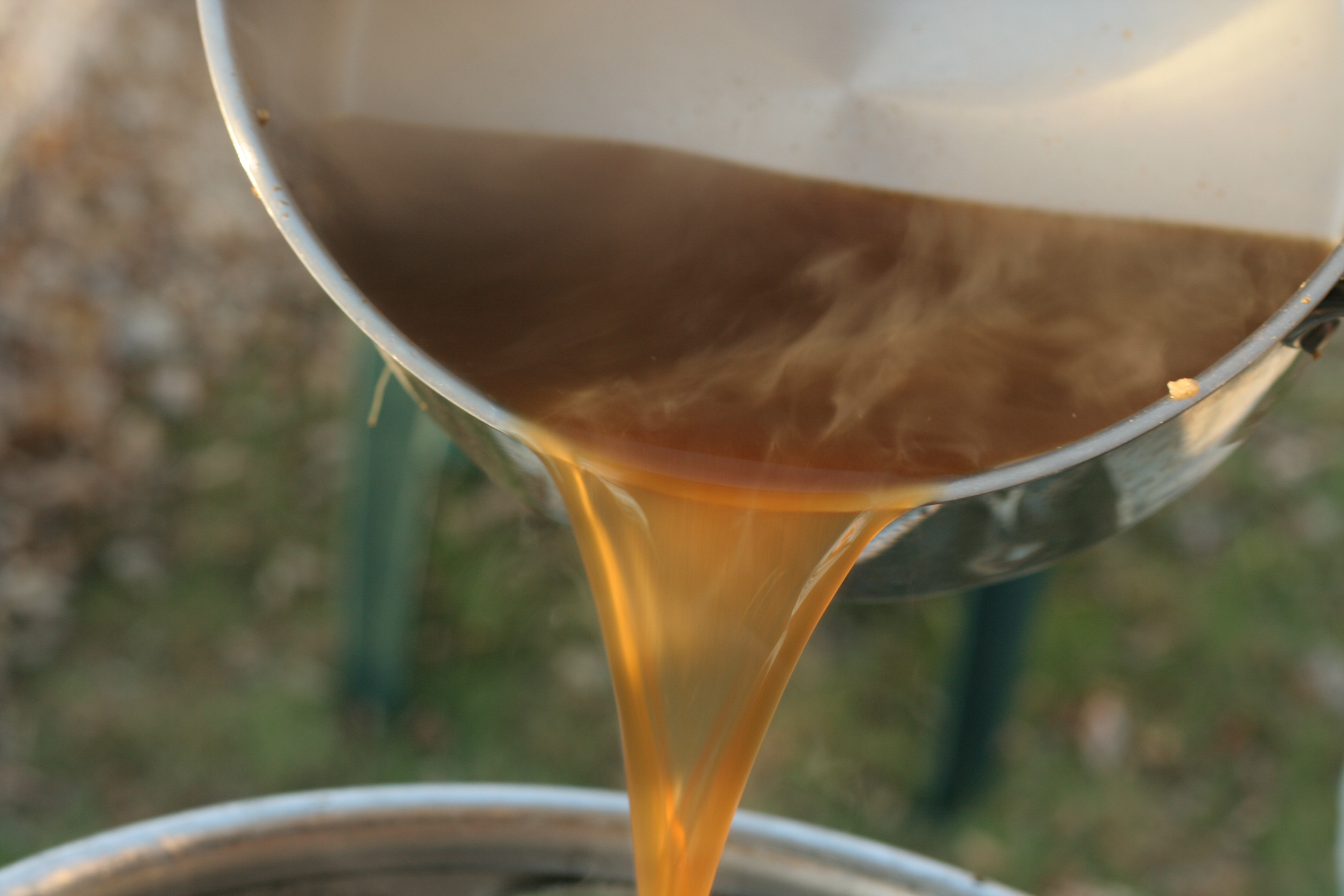
Vört iordningställs för bryggning av öl.

Vört (av lågtyska wört eller fornnordiska virtr, besläktat med ört), är ett av processtegen vid ölbryggning: den är en vattenlösning av mer eller mindre omvandlade maltbeståndsdelar som erhålls vid filtrering av mäsken. Vört kan användas till vörtbröd.
I svenska mataffärer kan man köpa "vörtmix" för bakning. Den består främst av maltextrakt, maltmjöl och kryddorna nejlika, pomeransskal, anis, fänkål och kardemumma.